# 1883 au Manitoba
Chronologie du Manitoba
- 1879
- 1880
- 1881
- 1882
- 1883
- 1884
- 1885
- 1886
- 1887

Cette page concerne des événements qui se sont produits durant l'année 1883 dans la province canadienne du Manitoba.

## Politique
- Premier ministre : John Norquay
- Chef de l'Opposition :
- Lieutenant-gouverneur : James Cox Aikins
- Législature :